# Mądroszki (województwo pomorskie)
Mądroszki – dawny przysiółek w Polsce, w województwie pomorskim, w powiecie bytowskim, w gminie Miastko.

## Historia
Dawny folwark o nazwie Charlottenhof, część obszaru dworskiego Papenzin (Bobięcino), w powiecie Rummelsburg (Miastko), w rejencji koszalińskiej, w prowincji Pomorze, powstały w latach 1811–1820, wzmiankowany w 1825 roku jako folwark szlachecki (niem. adl. Vorwerk). Według danych z 1871 roku w miejscowości znajdowało się jedno gospodarstwo zamieszkane przez 15 osób. W 1885 roku folwark liczył 11 mieszkańców, a w 1895 roku – 10 mieszkańców. Niemiecki Meyers Orts- und Verkehrslexikon (1912) nie wymienił nazwy Charlottenhof w składzie dóbr Papenzin ani jako miejscowości.
Nazwa Mądroszki pojawiła się w obwieszczeniu wojewody szczecińskiego z 1 lipca 1948 roku w sprawie tymczasowego podziału administracyjnego województwa szczecińskiego, w którym wymieniono przysiółek o tej nazwie (dawna nazwa Charlottenhof) jako część gromady Bobięcino (dawna nazwa Papenzin) w gminie wiejskiej Wołcza (dawna nazwa Gross Woltz) w powiecie miasteckim. 23 stycznia 1950 roku urzędowo wprowadzono polską nazwę Mądroszki w miejsce niemieckiej Charlottenhof dla obiektu topograficznego położonego w powiecie miasteckim, w pobliżu wsi Papenzin (pol. Bobięcino).
Według Narodowego Spisu Powszechnego 1970 Mądroszki były częścią wsi Bobięcino w gromadzie Kawcze w ówczesnym woj. koszalińskim.
W 2021 roku Wojewoda Pomorski wystąpił do Burmistrza Miastka o informację na temat działań zmierzających do uregulowania formalnego statusu miejscowości Mądroszki, której nie można zlokalizować. Rada Miejska Miastka stwierdziła, że w gminie brak jest wymienionego przysiółka, wdrożyła procedurę zniesienia nazwy i wystąpiła o zniesienie nazwy. Nazwa Mądroszki została zniesiona przez Ministra Spraw Wewnętrznych i Administracji z dniem 1 stycznia 2024 roku.

## Położenie na mapach
Miejscowość Charlottenhof jest oznaczana na mapach Królestwa Prus z XIX w., w tym na mapie z 1877 roku (współrzędne geograficzne 54°02′02″N 16°48′50″E/54,033800 16,814000), w sąsiedztwie folwarku Möshof (obecnie uroczysko Wrześnica). Nazwa Charlottenhof figuruje na mapie topograficznej tego rejonu opracowanej przez Wojskowy Instytut Geograficzny w 1935 roku (skala 1:100 000, kwadrat Pollnow/Polanów). Nazwa Mądroszki figuruje na przeglądowej mapie powiatu Miastko w województwie koszalińskim z podziałem na miejscowości opublikowanej przez Główny Urząd Statystyczny w 1971 roku.